# Myuchelys bellii
Myuchelys bellii là một loài rùa trong họ Chelidae. Loài này được Gray mô tả khoa học đầu tiên năm 1844.
Đây là loài đặc hữu của New South Wales, Australia. Myuchelys bellii là loài lớn nhất trong chi Myuchelys với con đực trưởng thành (chiều dài mai lên đến 227 mm) nhỏ hơn con cái (chiều dài mai lên đến 300 mm).